# D18E
D18E là một loại đầu máy diesel điện được sản xuất bởi Bỉ năm 1983 và hiện đang được vận hành trên mạng lưới Đường sắt Việt Nam hiện nay, chủ yếu là ở Miền Bắc và khu vực Bắc Trung Bộ (gồm cả Huế và Đà Nẵng).

## Lịch sử
Những chiếc đầu máy D18E này là một phần của Hiệp định hợp tác Kinh tế giữa Bỉ và Việt Nam được ký kết vào ngày 11 tháng 10 năm 1977. Theo đó, Bỉ đã sản xuất và trao tặng những đầu máy này như để góp phần tái tạo, khôi phục lại các tuyến Đường sắt Việt Nam sau nhiều các hư hại do chiến tranh. Các đầu máy này Với Quốc hội Bỉ phê duyệt. Tổng cộng Bỉ đã sản xuất 16 đầu máy do Cockerill (Seraing, Bỉ) vào năm 1983 và được đánh số hiệu từ D18E - 601 đến D18E - 616. Mặc dù Việt Nam đã đặt những đầu máy này từ năm 1978, nhưng mãi đến 1983 thì Bỉ mới chuyển những đầu máy này cho Đường sắt Việt Nam, có thể là chậm trễ do Chiến tranh biên giới Việt–Trung diễn ra vào năm 1979. Sau đó, những đầu máy này thường hoạt động tại mạng lưới đường sắt Miền Bắc và cả khu vực Bắc Trung Bộ, chủ yếu phục vụ trên tuyến đường sắt Hà Nội - Đà Nẵng.

### Danh sách các đầu máy
| Số thứ tự | Số hiệu  | Xí nghiệp quản lý | Ghi chú |
| --------- | -------- | ----------------- | ------- |
| 01        | D18E-601 | XNĐM Vinh         |         |
| 02        | D18E-602 | XNĐM Vinh         |         |
| 03        | D18E-603 | XNĐM Vinh         |         |
| 04        | D18E-604 | XNĐM Vinh         |         |
| 05        | D18E-605 | XNĐM Vinh         |         |
| 06        | D18E-606 | XNĐM Vinh         |         |
| 07        | D18E-607 | XNĐM Vinh         |         |
| 08        | D18E-608 | XNĐM Vinh         |         |
| 09        | D18E-609 | XNĐM Vinh         |         |
| 10        | D18E-610 | XNĐM Vinh         |         |
| 11        | D18E-611 | XNĐM Vinh         |         |
| 12        | D18E-612 | XNĐM Vinh         |         |
| 13        | D18E-613 | XNĐM Vinh         |         |
| 14        | D18E-614 | XNĐM Vinh         |         |
| 15        | D18E-615 | XNĐM Vinh         |         |
| 16        | D18E-616 | XNĐM Vinh         |         |